# معركه المليداء الاولى
معركة المليداء هي معركة وقعت يوم 13 من جمادى الآخرة عام 1309 هـ(24 يناير 1892) بين الأمير محمد بن عبد الله الرشيد أمير حائل ومعه أهل حائل وبعض من قبيلة شمر وقبيلة الظفير وقبيلة حرب وأهالي القصيم ضد قوات الأمير محمد بن عبدالله الرشيد أمير إماره آل رشيد(عرعر) ومعه أهل عرعر والمليداء مكان يقع شرق مدينة بريدة وانتهت المعركه بأنتصار إماره آل رشيد(عرعر)